# 이정석 (신학자)

이정석(Rhee Jung Suck, 1950~2011년 5월 16일)는 대한민국의 신학자이자 목사이다 국제신학대학원대학교 조직신학 교수와 부총장을 역임하였다. 개혁신학과 성화론의 전문가로 평가받는다.

## 생애
이정석 박사는 1950년 이리(전북 익산)에서 출생하였고 남성중고등학교를 졸업하고 총신대학교에서 손봉호 교수의 지도 아래 기독교철학을 전공했다(B. A.). 미국 칼빈 신학교에서 목회학 석사과정을 마쳤고(M. Div.) 동교에서 코넬리어스 플랜팅가 교수의 지도 아래 조직신학을 공부하였다(Th. M.). 네덜란드 암스테르담 자유대학교에서 Doctorandus 학위를 받았고 동교에서 Aadrianus van Egmond교수의 지도 아래 교의학으로 박사 학위를 받았다(Ph.D.). 박사 학위논문 일부를 번역 출간한 <하나님의 흔드심: 칼 바르트의 성화론> (새물결 플러스, 2010)을 비롯한 다양한 저술과 역서를 남겼다.
이정석 교수는 한국에 있는 국제신학대학원대학교에서 교수와 부총장으로 2011년 봄 학기 강의하기까지 미국 풀러 신학교에서 조직신학 부교수 및 목회학박사원 부원장을 역임했다. 기독교윤리실천운동 신학위원장과 한국장로교연합회 신학위원장과 한국개혁신학회 조직신학분과위원장을 역임하였고,  암으로 투병하다가 2011년 5월 16일 소천하였다. 장지는 경기도 연천군 전곡읍이다. 유족으로는 김정진(부인)과 이수연(딸), 그리고 이준범과 이준하(아들)가 있다.

## 같이 보기
- 수도국제대학원대학교
- 대한민국의 신학자 목록